# Château de Kittendorf
Le château de Kittendorf se trouve à Kittendorf dans le Mecklembourg-Poméranie-Occidentale (Allemagne septentrionale). Construit entre 1848 et 1853, c'est un exemple remarquable de château néogothique à la Tudor.

## Histoire
Le propriétaire du domaine, Hans Friedrich von Oertzen, fait construire le château par un élève de Karl Friedrich Schinkel, Friedrich Hitzig, qui s'inspire du château de Babelsberg, près de Berlin, tandis que le parc romantique est dessiné par Peter Joseph Lenné. Oertzen est chambellan et homme politique du grand-duché de Mecklembourg-Schwerin et le grand-duc de Mecklembourg-Schwerin, qui le compte parmi ses proches, vient lui rendre souvent visite au château. C'est ici que grandissent Gustav von Oertzen (1836-1911), futur colonisateur en Nouvelle-Guinée, et Paula von Oertzen qui épouse en 1895 George Henry Falkiner Nuttall.
La famille von Oertzen est expropriée et expulsée après la Seconde Guerre mondiale. Du temps de la république démocratique allemande, le château accueille un internat et une école professionnelle. Elle ferme en 1986 et le district de Neubrandenbourg y installe une maison d'éducation du Parti du nom de Wilhelm Pieck. C'est à cette époque qu'ont lieu les premiers travaux de restauration qui se poursuivront après la réunification.

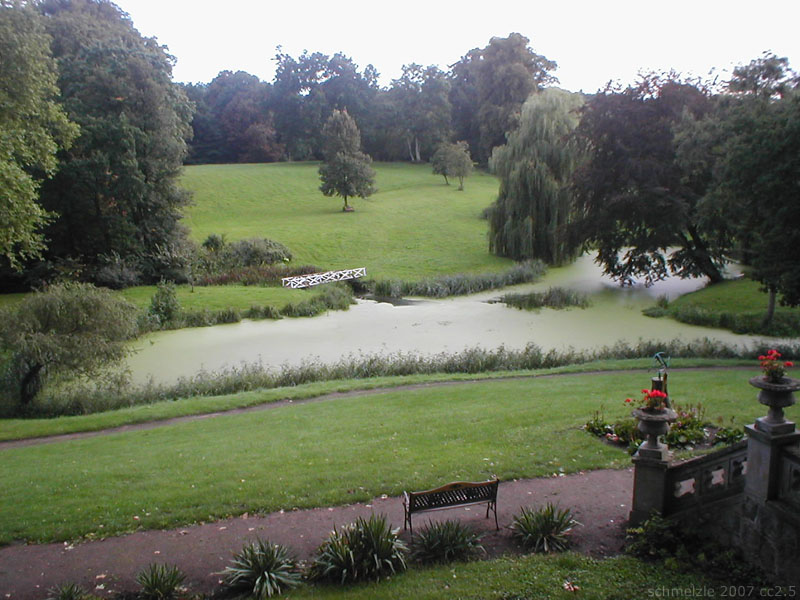
Vue du parc

C'est un entrepreneur berlinois, Johann Trettler, qui achète le château en 1992 qu'il restaure sous l'égide de la protection des monuments d'Allemagne. Comme le décor originel avait disparu, il collectionne des objets d'art et des livres de prix de toute l'Europe qu'il expose au château. Celui-ci ouvre en 1995, comme hôtel de luxe. Après la mort de Johann Trettler en 2004, son fils de 25 ans hérite du château-hôtel et en poursuit l'exploitation.
Son parc de 110 hectares a été dessiné d'après Peter Joseph Lenné.